# ناحیه ۱۲، شهرستان بنتون، آرکانزاس
ناحیه ۱۲، شهرستان بنتون، آرکانزاس (به انگلیسی: Township 12) یک منطقهٔ مسکونی در ایالات متحده آمریکا است که در شهرستان بنتون، آرکانزاس واقع شده‌است. ناحیه ۱۲ ۱۵٬۱۵۸ نفر جمعیت دارد.